# Danaea xenium
Danaea xenium är en kärlväxtart som beskrevs av Christenh. och Tuomisto. Danaea xenium ingår i släktet Danaea, och familjen Marattiaceae. Inga underarter finns listade i Catalogue of Life.